# Клари
Клари (фр. Clary) насеље је и општина у североисточној Француској у региону Север-Па д Кале, у департману Север која припада префектури Камбре.
По подацима из 2011. године у општини је живело 1140 становника, а густина насељености је износила 114,8 становника/km². Општина се простире на површини од 9,93 km². Налази се на средњој надморској висини од 123 метара (максималној 152 m, а минималној 115 m).

## Демографија
| 1962. | 1968. | 1975. | 1982. | 1990. | 1999. | 2011. |
| ----- | ----- | ----- | ----- | ----- | ----- | ----- |
| 1.329 | 1.378 | 1.221 | 1.159 | 1.114 | 1.093 | 1.140 |

График промене броја становника у току последњих година